# Katja Ebstein
Katja Ebstein (født 9. marts 1945) er en tysk popsanger, der flere gange har deltaget i det internationale melodi grandprix og har opnået en andenplads og to tredjepladser.
| År   | Land         | Sang                 | Plads | Point |
| ---- | ------------ | -------------------- | ----- | ----- |
| 1970 | Vesttyskland | Wunder gibt es immer | 3     | 12    |
| 1971 | Vesttyskland | Diese Welt           | 3     | 100   |
| 1980 | Vesttyskland | Theater              | 2     | 128   |

Hendes fødenavn er Karin Witkiewicz, og hun voksede op i efterkrigstidens Vestberlin. Da hun i 1970 første gang deltog i det internationale melodi grandprix, havde hun først året forinden udsendt sin første plade. Hendes sang ved grandprixet, "Wunder gibt es immer wieder", opnåede en tredjeplads, og denne præstation gentog hun det følgende år med "Diese Welt". Da hun for tredje gang deltog internationalt i 1980, forbedrede hun resultatet til en andenplads med "Theater", og de tre deltagelser gør Katja Ebstein til den mest succesrige deltager ved det internationale grandprix, der ikke har vundet ifølge grandprix-kenderen J.K. O'Connor.
Ud over disse sange har Ebstein haft en lang række hits, først og fremmest i hjemlandet. Hun har også sunget cabaret og musicals. Hun har også gjort sig bemærket med sit politiske og sociale engagement, som har baggrund studenteroprøret i 1960'erne. Hun har blandt andet aktivt støttet Willy Brandt i valgkampe i 1970'erne, lige som hun har deltaget i demonstrationer mod Irakkrigen. Ligeledes har hun arbejdet for at hjælpe socialt svage familier i hjemlandet, og hun har også i adskillige år støttet et ulandsudviklingsprojekt i Mali.

## Fodnoter
1. ↑  John Kennedy O'Connor: The Eurovision Song Contest – The Official History. Carlton Books UK 2007. ISBN 978-1-84442-994-3

 Der er for få eller ingen kildehenvisninger i denne artikel, hvilket er et problem. Du kan hjælpe ved at angive troværdige kilder til de påstande, som fremføres i artiklen.

| Efterfulgte: Siw Malmkvist med Primaballerina    | Tyskland i Eurovision Song Contest 1970 og 1971 | Efterfulgtes af: Mary Roos med Nur die Liebe läßt uns leben |
| Efterfulgte: Dschinghis Khan med Dschinghis Khan | Tyskland i Eurovision Song Contest 1980         | Efterfulgtes af: Lena Valaitis med Johnny Blue              |